# 费利佩·菲利克斯
费利佩·阿尔梅达·菲利克斯(Felipe Almeida Félix,1985年4月20日—)，通常被称作费利佩(Felipe)，是一名巴西足球运动员，司职前锋，现效力于新疆天山雪豹。

## 职业生涯
2003年，费利佩加盟巴拉纳竞技，之后2005年加盟拿撒勒。
2008年他转会加盟俄超联赛球队纳尔奇克斯巴达。
2009年他被租借至阿塞拜疆足球超级联赛球队巴库。后于2010年他重回巴西，被租借至白溪
。
2010年6月纳尔奇克斯巴达队宣布无意令其在球队效力，但希望从他的巴西新东家中得取一笔转会费。然而最终他加盟了葡甲联赛球队历索斯。
2014年2月27日，费利佩转会至中甲联赛球队北京八喜。
2015年2月，费利佩转会至另一中甲球队新疆天山雪豹。